# Grand Prix de triathlon
Le Grand Prix de triathlon est une compétition organisée par la Fédération française de triathlon (FFTri) depuis 1995, qui compte cinq épreuves et se déroule chaque année. Cette compétition est le championnat de France des clubs de 1re division. En 2024, il change de nom pour adopter « Lindahls Pro+ Triathlon Séries » tout en conservant sa structure et son format. 

## Histoire

### Prémices
Le Grand Prix de triathlon né à l'origine d'un rapprochement en 1994, qui est conclu avec la société EDF. Celle-ci souhaite pour des besoins de communication et en partenariat avec le journal sportif L'Équipe soutenir une soixantaine de compétitions de triathlon en France. Celui-ci aboutit finalement à la création d'un « Challenge EDF » qui prend rapidement le nom de « Grand Prix EDF ». Il se déroule sur onze épreuves, dont une partie sur des courses du calendrier des triathlons existants en France. Le principe est celui d'un classement individuel des athlètes par attribution de points sur chaque étape. Ce rapprochement pour des questions de retombées médiatiques jugées insuffisantes par EDF, n'est pas reconduit. En 1995, le circuit est donc ramené à sept étapes et prend le nom de « Grand Prix National F.F.Tri », le classement individuel est maintenu et un premier classement des clubs est établi.

### Naissance du Grand Prix de triathlon
En 1996, la compétition prend le nom de« Grand Prix FFtri - Championnat de France des clubs ». C'est la première édition officielle du championnat des clubs, le calendrier est ramené à cinq compétitions et le classement reste double, individuel et club. En 1997, il change de nouveau de nom faisant suite à l'investissement de l'équipementier en matériels de natation Arena, il devient le « Grand Prix ARENA - Championnat de France de clubs ». Cette année-là, le drafting (aspiration-abri) est autorisé pour établir ces épreuves comme des préparations aux circuits européens et mondiaux. En 1998, les divisions des clubs sont créées de D1 à D3, il devient donc « Grand Prix ARENA - Championnat de France de clubs de D1 ». Des championnats accessits de D2 et D3 voient également le jour. En 2001, la fédération choisit de ne plus organiser les étapes exclusivement sur des courses au format M (CD), mais également au format S (sprint). Finalement en 2002,  le classement individuel est supprimé, laissant le classement club et le circuit devenir uniquement, le championnat de France des clubs de 1er division. À la fin du partenariat avec ARENA, il prend le nom qui est toujours le sien en 2022, celui de « Grand Prix de triathlon ».

### École pour champions
Le Grand Prix a passé la vitesse supérieure à partir de 2006. Depuis cette année charnière, les clubs de l'élite française ont engagé dans leurs rangs pas moins d'une cinquantaine d'étrangers et d'une vingtaine d'étrangères, représentant plus de quinze nationalités. Le public du Grand Prix a l'habitude de voir des champions du monde, d'Europe où de France sur les étapes de la compétition. De plus de nombreux médaillés olympiques y ont fait leurs classes chez les messieurs ; Alistair et Jonathan Brownlee, Javier Gómez, Jan Frodeno, Kristian Blummenfelt, Alex Yee et Hayden Wilde. Ainsi que chez les dames ; Gwen Jorgensen, Erin Densham, Emma Moffatt, Vicky Holland, Magali Messmer et Georgia Taylor-Brown.

### Partenariats
La fédération noue depuis la création du Grand Prix des partenariats avec des entreprises privées, qui soutiennent cette pratique sportive et la politique de développement de la pratique du triathlon. Les plus notoires furent ceux avec le fournisseur d'énergie EDF, l’équipementier de natation ARENA et la société distribution d'eaux et d’assainissement Lyonnaise des eaux - Suez. Plus récemment en 2015, elle noue un partenariat de communication et de soutien avec la Fondation ARC pour la recherche sur le cancer dans une démarche générale de sport et santé et de lutte contre cette maladie.
En 2024, il change de nom pour s'appeler « Lindahls Pro+ Triathlon Séries » du nom d'un partenaire commercial, tout en gardant le même format de compétition et en restant le championnat de France des clubs de triathlon.

## Organisation
Les épreuves se déroulent chaque année sur un circuit qui compte cinq étapes lors desquelles ne sont représentés que les clubs appartenant à la première division. Le championnat comprend seize équipes masculines et quatorze équipes féminines, composées de cinq concurrents par équipe. Les places obtenues à chaque épreuve, par chaque membre de l’équipe, rapportent un certain nombre de points au club. Le titre de « Champion de France des Clubs » est attribué à l'issue de la dernière étape au club ayant l’équipe avec le plus grand nombre de points, pour les hommes et pour les femmes. Les étapes se courent sur la distance S.

## Palmarès
Le premier classement des clubs a eu lieu en 1995, le tableau présente les résultats des podiums du grand prix.
| Année | Hommes                      | Hommes                      | Hommes                      | Femmes                      | Femmes                      | Femmes                      |
| Année | Médaille d'or               | Médaille d'argent           | Médaille de bronze          | Médaille d'or               | Médaille d'argent           | Médaille de bronze          |
| ----- | --------------------------- | --------------------------- | --------------------------- | --------------------------- | --------------------------- | --------------------------- |
| 1995  | Poissy triathlon            | Triathl'Aix                 | TGV Saint-Quentin           | TGV Saint-Quentin           | TC Boulogne-Billancourt     | Tricastin TC                |
| 1996  | Poissy triathlon            | TGV Saint-Quentin           | Triathl'Aix                 | TC Boulogne-Billancourt     | Tricastin TC                | ESM Gonfreville l’Orcher    |
| 1997  | Racing Club de France       | Poissy triathlon            | E.C. Sartrouville Triathlon | Tricastin TC                | Montpellier Agglo triathlon | Echirolles Triathlon        |
| 1998  | Poissy triathlon            | E.C. Sartrouville Triathlon | Racing Club de France       | Beauvais Triathlon          | TC Boulogne-Billancourt     | Tricastin TC                |
| 1999  | Poissy triathlon            | E.C. Sartrouville Triathlon | Tricastin TC                | Tricastin TC                | Beauvais Triathlon          | Montpellier Agglo triathlon |
| 2000  | Beauvais Triathlon          |                             |                             | E.C. Sartrouville Triathlon | Beauvais Triathlon          | Montpellier Agglo triathlon |
| 2001  | E.C. Sartrouville Triathlon | Beauvais Triathlon          | Montluçon triathlon         | Montpellier Agglo triathlon | Beauvais Triathlon          |                             |
| 2002  | Beauvais Triathlon          | E.C. Sartrouville Triathlon | Poissy triathlon            | Beauvais Triathlon          | Montpellier Agglo triathlon |                             |
| 2003  | Beauvais Triathlon          | E.C. Sartrouville Triathlon | Poissy triathlon            | Beauvais Triathlon          | Poissy triathlon            | Dijon triathlon             |
| 2004  | Beauvais Triathlon          | E.C. Sartrouville Triathlon | Poissy triathlon            | Poissy triathlon            | Beauvais Triathlon          | Tri Club Châteauroux 36     |
| 2005  | Poissy triathlon            | Beauvais Triathlon          | E.C. Sartrouville Triathlon | Poissy triathlon            | Beauvais Triathlon          | Tri Club Châteauroux 36     |
| 2006  | E.C. Sartrouville Triathlon | Poissy triathlon            | Beauvais Triathlon          | Beauvais Triathlon          | Poissy triathlon            | Tri Club Châteauroux 36     |
| 2007  | Lagardère Paris Racing      | E.C. Sartrouville Triathlon | Beauvais Triathlon          | Poissy triathlon            | Beauvais Triathlon          | Tri Club Châteauroux 36     |
| 2008  | Beauvais Triathlon          | Lagardère Paris Racing      | Poissy triathlon            | Poissy triathlon            | Beauvais Triathlon          | Brive Limousin triathlon    |
| 2009  | E.C. Sartrouville Triathlon | Beauvais Triathlon          | Lagardère Paris Racing      | Beauvais Triathlon          | Poissy triathlon            | Tri Club Châteauroux 36     |
| 2010  | E.C. Sartrouville Triathlon | Beauvais Triathlon          | Lagardère Paris Racing      | Beauvais Triathlon          | Poissy triathlon            | Montpellier Agglo triathlon |
| 2011  | E.C. Sartrouville Triathlon | Poissy triathlon            | Sables Vendée               | Poissy triathlon            | Charleville Tri Ardennes    | TCG Parthenay 79            |
| 2012  | Sables Vendée               | E.C. Sartrouville Triathlon | Saint-Jean-de-Monts Vendée  | Poissy triathlon            | TCG Parthenay 79            | Tri Club Châteauroux 36     |
| 2013  | Sables Vendée               | E.C. Sartrouville Triathlon | Poissy triathlon            | Poissy triathlon            | TCG Parthenay 79            | Tri Club Châteauroux 36     |
| 2014  | E.C. Sartrouville Triathlon | Sables Vendée               | Saint-Jean-de-Monts Vendée  | Poissy triathlon            | TCG Parthenay 79            | Tri Val de Gray             |
| 2015  | E.C. Sartrouville Triathlon | Saint-Jean-de-Monts         | Poissy triathlon            | Poissy triathlon            | Saint-Raphaël Triathlon     | Tri Val de Gray             |
| 2016  | Poissy triathlon            | Saint-Jean-de-Monts         | E.C. Sartrouville Triathlon | Poissy triathlon            | Tri Val de Gray             | Metz triathlon              |
| 2017  | Poissy triathlon            | Saint-Jean-de-Monts         | Montpellier triathlon       | Poissy triathlon            | Metz Triathlon              | Issy Triathlon              |
| 2018  | Saint-Jean-de-Monts         | Poissy triathlon            | Montpellier triathlon       | Poissy triathlon            | Tri Val de Gray             | Metz triathlon              |
| 2019  | Poissy triathlon            | Saint-Jean-de-Monts         | Triathlon Club Liévin       | Poissy triathlon            | Metz triathlon              | Tri Val de Gray             |
| 2020  | Poissy triathlon            | Valence Triathlon           | Triathlon Club Liévin       | Poissy triathlon            | Metz triathlon              | Issy Triathlon              |
| 2021  | Poissy triathlon            | Triathlon Club Liévin       | Sables Vendée               | Poissy triathlon            | Metz triathlon              | Issy Triathlon              |
| 2022  | Poissy triathlon            | Triathlon Club Liévin       | Sables Vendée               | Poissy triathlon            | Tri Val de Gray             | Metz Triathlon              |
| 2023  | Saint-Jean-de-Monts         | Poissy triathlon            | Triathlon Club Liévin       | Poissy triathlon            | Sables Vendée               | Triathlon Club Liévin       |
| 2024  | Triathlon Club Liévin       | Sables Vendée               | Poissy triathlon            | Poissy triathlon            | Issy Triathlon              | Tri Val de Gray             |
| 2025  | -                           | -                           | -                           | -                           | -                           | -                           |